# 勒梅尼勒莫热
勒梅尼勒莫热（法語：Le Mesnil-Mauger，法語發音：[lə menil moʒe] ⓘ）是法国卡尔瓦多斯省的一个旧市镇，属于利雪区。2017年，勒梅尼勒莫热与临近的13个市镇合并为新市镇梅济东瓦莱多日。

## 地理
勒梅尼勒莫热（49°5'14"N, 0°1'8"E）面积31.24 平方千米，位于法国诺曼底大区卡爾瓦多斯省，该省份为法国西北部沿海省份，北濒大西洋英吉利海峡，东北与滨海塞纳省以海上边界相接，东临厄尔省，南至奧恩省，西与芒什省接壤。
与勒梅尼勒莫热接壤的市镇（或旧市镇、城区）包括：莱索蒂约帕皮永、迪沃河畔布雷特维尔、格朗尚堡、莱科德、梅济东-卡农、蒙泰耶、乌维尔-拉比安图尔内、欧日地区佩尔西、比耶维尔-凯蒂耶维尔、圣卢德弗里布瓦、欧日地区维约蓬。
勒梅尼勒莫热的时区为UTC+01:00、UTC+02:00（夏令时）。

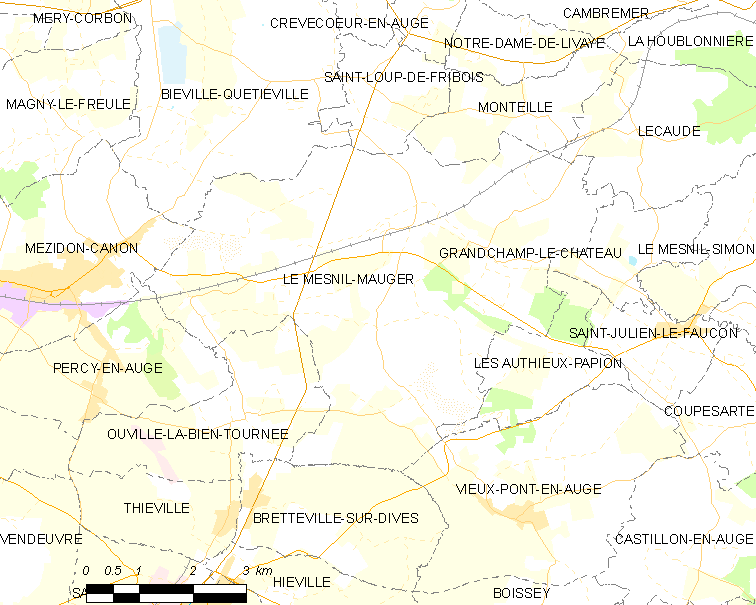
勒梅尼勒莫热的OSM定位图

## 行政
勒梅尼勒莫热的邮政编码为14270，INSEE市镇编码为14422。

## 政治
勒梅尼勒莫热所属的省级选区为梅济东瓦莱多日县。

## 人口

1962-2008年间勒梅尼勒莫热人口变化图示

勒梅尼勒莫热于2018年1月1日时的人口数量为994人。